# Adriano di Nicomedia
Adriano (278 circa – Nicomedia, 4 marzo 306) era una guardia dell'imperatore romano Massimiano. Dopo essersi convertito al cristianesimo con la moglie Natalia, fu martirizzato a Nicomedia nel 306.

## Agiografia
Adriano era un ufficiale pagano alla corte imperiale di Nicomedia: doveva montare la guardia ai primi cristiani condannati a morte i quali, come se niente fosse, cantavano felici. Adriano si chiedeva come delle persone che sapevano di morire potessero cantare felici, e fu così che anche lui si convertì al cristianesimo come la moglie (già convertita parecchio tempo prima).
Fu subito imprigionato e poi giustiziato, mediante il taglio degli arti. Più tardi, i cristiani presero il corpo di Adriano e lo seppellirono nella periferia di Bisanzio, ad Argyropolis.

## Culto
Nella Chiesa ortodossa orientale, sant'Adriano condivide un giorno di festa con la moglie l'8 settembre, oltre ai giorni della sua ricorrenza del 4 marzo e 26 agosto. Nella Chiesa cattolica romana è venerato da solo, senza la moglie, l'8 settembre: dal Martirologio Romano: "A Roma, commemorazione di sant'Adriano, martire, che a Nicomedia in Bitinia, nell'odierna Turchia, subì il martirio e in suo onore il papa Onorio I trasformò in chiesa la curia del Senato Romano".
Sant'Adriano è protettore contro le epidemie di peste, è patrono dei soldati veterani, dei commercianti di armi e dei macellai. Fu il principale santo guerriero del nord Europa per molti secoli, secondo solo a san Giorgio, ed è molto venerato nelle Fiandre, in Germania e nel nord della Francia. 

Le reliquie di Natalia e di Adriano furono trasferite nel 1110 da Costantinopoli al monastero di Grammont, in Belgio.
Egli è di solito rappresentato armato, con un'incudine in mano o ai suoi piedi.